# Blijf je bij mij
Blijf je bij mij is een single van Roger Baeten. Het is een van de twee singles van Baeten, die de hitlijst wist te halen van Vlaanderen. In het begin van 1974 prijkte het nummer acht weken op de eerste plaats in de Vlaamse top 10. In Nederland is de single onbekend. Het lied werd later opnieuw gezongen door Danny Fabry en Laura Lynn, beide hadden weinig succes.
Een Duitse versie met als titel Bleib doch bei mir verscheen in 1974. Deze versie werd eveneens door Baeten gezongen.

## Hitnotering

### BelgischeBRT Top 30
| Hitnotering: 12-1-1974 t/m | Hitnotering: 12-1-1974 t/m | Hitnotering: 12-1-1974 t/m | Hitnotering: 12-1-1974 t/m | Hitnotering: 12-1-1974 t/m | Hitnotering: 12-1-1974 t/m | Hitnotering: 12-1-1974 t/m | Hitnotering: 12-1-1974 t/m | Hitnotering: 12-1-1974 t/m | Hitnotering: 12-1-1974 t/m | Hitnotering: 12-1-1974 t/m | Hitnotering: 12-1-1974 t/m | Hitnotering: 12-1-1974 t/m |
| Week:                      | 1                          | 2                          | 3                          | 4                          | 5                          | 6                          | 7                          | 8                          | 9                          |                            | 10                         |                            |
| -------------------------- | -------------------------- | -------------------------- | -------------------------- | -------------------------- | -------------------------- | -------------------------- | -------------------------- | -------------------------- | -------------------------- | -------------------------- | -------------------------- | -------------------------- |
| Positie:                   | 26                         | 17                         | 20                         | 10                         | 12                         | 12                         | 12                         | 16                         | 18                         | x                          | 24                         | uit                        |